# École de Berlin (musique classique)

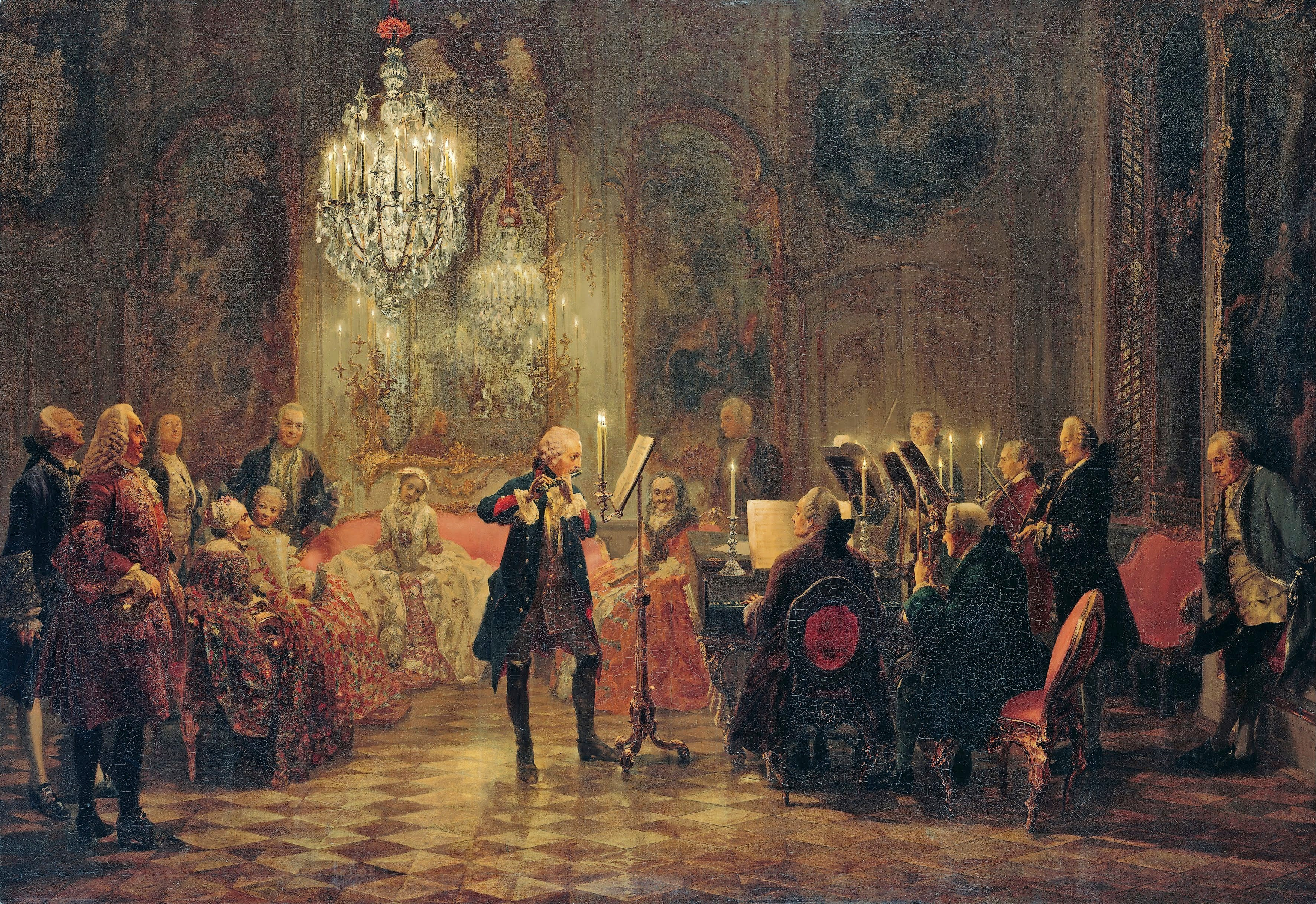
Le concert de flûte de Frédéric le Grand à Sans-Souci, par Adolph von Menzel. Le roi de Prusse Frédéric II joue de la flûte au centre, face à Carl Philipp Emanuel Bach, assis au clavecin ; à droite, Franz Benda en costume noir et Johann Joachim Quantz adossé au mur; Carl Heinrich Graun est le quatrième homme en partant de la gauche.

L’École de Berlin (Berliner Schule, également appelée école de l'Allemagne du nord ou norddeutsche Schule) est l'école de musique préclassique (« Vorklassik » ou « Frühklassik » en allemand) qui regroupe les musiciens, compositeurs et théoriciens qui, de 1732 à 1786 environ, furent attachés à la chapelle musicale du prince Frédéric à Ruppin et Rheinsberg puis à la Chapelle royale du roi de Prusse Frédéric II à Potsdam,.
Constitué par Frédéric le Grand, un adepte du style galant, l'orchestre est devenu le centre de la vie musicale dans le nord de l'Allemagne et a compté jusqu'à 50 musiciens.
Le terme d'école de Berlin fut utilisé dès 1773 par le musicologue et voyageur anglais Charles Burney, puis par le poète et compositeur allemand Christian Friedrich Daniel Schubart dans les années 1780. Burney écrivait en 1772 dans son Journal d'un voyage musical : « Autrefois [1752], l'orchestre de Berlin fut le plus brillant des orchestres en Europe. Des hommes célèbres comme Bach, Benda, Czarth, Graun, Hesse, Quantz et Richter figuraient parmi ses musiciens ».
Par les échanges fructueux entre les meilleurs musiciens de ce temps qui eurent lieu à Ruppin et à Rheinsberg de 1732 à 1739, la Berliner Schule a fait apparaître un style nouveau appelé Vermischten Geschmack, précurseur des grandes écoles que sont l'École de Mannheim et le classicisme viennois,. L'école de Berlin a contribué à construire le style classique à peu près en même temps que l'école symphonique de Milan et que l'école préclassique de Vienne, mais avant l'École de Mannheim, même si un goût prononcé pour le contrepoint apparente encore certaines œuvres de Quantz, des frères Graun et de Benda à la musique baroque. Elle possède un style mi-galant, mi-sentimental mais, selon Günter Birkner et Félix Raugel, « à Berlin, l'élément galant, si présent dans les écoles classiques de Vienne et de Mannheim, s'exprime moins qu'une certaine tendance sentimentale, qui au cours des années s'accentue de telle façon qu'elle aboutira finalement au style sentimental, mettant l'accent sur le mouvement lent des œuvres ».
Mais, contrastant avec ce rôle pionnier, l'école de Berlin fut aussi le dernier bastion de la viole de gambe, avec pas moins de sept compositeurs pour cet instrument.

## Historique

### Contexte

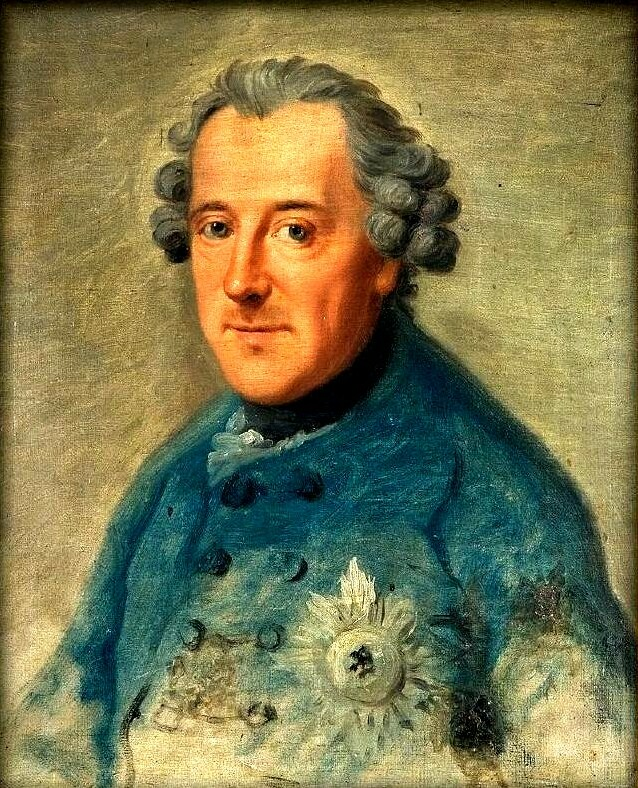
Frédéric II de Prusse.

Au XVIIe siècle, Frédéric-Guillaume Ier de Brandebourg, prince-électeur et margrave de Brandebourg consacre ses moyens financiers au redressement du Brandebourg, dévasté par la guerre de Trente Ans : les moyens restreints de l'État ne permettent donc à cette époque qu'une vie culturelle modeste, ce qui se traduit par les effectifs restreints de la chapelle de la Cour, qui ne compte alors que treize musiciens.
Son successeur, le prince-électeur Frédéric III de Brandebourg, prend en 1701 la dignité royale sous le titre de « roi en Prusse » et, devenu Frédéric Ier de Prusse, favorise le développement de la vie de cour.
Mais l'essor de la musique à la cour de Berlin est interrompu par l'avènement de son fils Frédéric-Guillaume Ier de Prusse, surnommé « le Roi-Sergent », qui ne donne guère de place aux arts et renvoie l'ensemble de l'orchestre royal le jour de son arrivée au pouvoir, pour des questions d'assainissement du budget de l'état,.
Tout change cependant avec Frédéric II (roi de 1740 à 1786), très attaché à la poésie et à la musique. Frédéric aborde la musique pour la première fois à l'âge de sept ans mais l'intérêt pour la musique est renforcé en 1728 chez le jeune prince, alors âgé de 16 ans, par la visite d'état de son père Frédéric-Guillaume Ier à Dresde et par la visite à Berlin d'Auguste II, prince-électeur de Saxe et roi de Pologne,,,. Ces visites lui font découvrir le théâtre, l'opéra, des instrumentistes virtuoses comme Buffardin, Quantz, Pisendel et Sylvius Leopold Weiss, ainsi que ce qui sera « son » instrument, la flûte traversière,,,,. Cette rencontre marque le début d'une longue relation entre Frédéric et les musiciens de la Chapelle de la Cour de Saxe à Dresde, une cour qui est la première en Allemagne à cultiver le goût pour la flûte traversière française comme instrument virtuose. C'est lors de cette visite que Quantz aurait donné à Frédéric sa première leçon de flûte,. Buffardin envoie ensuite sa première flûte à Frédéric, un cadeau du roi de Pologne. Lors de la visite d'Auguste II à Berlin, la reine de Prusse Sophie-Dorothée de Hanovre offre à Quantz de l'engager pour un salaire de 800 thalers mais le roi de Pologne refuse de se séparer de lui : un accord est cependant trouvé pour permettre à Quantz de se rendre deux à trois fois par an en Prusse pour donner des cours de flûte au jeune prince Frédéric, à l'insu du roi Frédéric-Guillaume,,,.

### Chapelle musicale princière de Ruppin et Rheinsberg
Alors qu'il n'est encore que prince héritier, Frédéric constitue avec le soutien clandestin de sa mère un orchestre privé à partir de 1732 à sa résidence de Ruppin, avec Johann Gottlieb Graun dès 1732, rejoint par Franz Benda, Georg Czarth et Christoph Schaffrath en 1733, Johann Georg Benda en 1734, Carl Heinrich Graun en 1735 puis Johann Gottlieb Janitsch en 1736,,,,. On notera que les frères Graun, les frères Benda, Schaffrath et Quantz sont tous passés préalablement par Dresde, Franz Benda et Quantz ayant fait partie de la Chapelle de la Cour de Saxe à Dresde.
À la fin de la période de Ruppin, l'orchestre du prince Frédéric compte 17 musiciens. Fréquemment invité à Ruppin, Johann Joachim Quantz dirige les premières compositions de Frédéric dès 1732,.
En 1736, le Kronprinz et ses musiciens déménagent vingt kilomètres plus au nord, au château de Rheinsberg acheté en 1734 par le roi Frédéric-Guillaume Ier pour le Kronprinz en signe de réconciliation, après le mariage du prince avec Élisabeth-Christine de Brunswick-Wolfenbüttel-Bevern. Le théorbiste Ernst Gottlieb Baron rejoint l'orchestre du prince en 1737. En 1738 Carl Philipp Emanuel Bach reçoit une invitation inattendue de la part de Frédéric et annule une tournée pour se rendre à l'invitation du prince, conscient qu'il ne peut infliger un refus au futur roi : il ne peut cependant pas recevoir des appointements officiels car Schaffrath est le claveciniste de la cour depuis 1734 et est donc payé jusqu'en 1740 par la bourse personnelle de Frédéric,. Il restera au service de Frédéric pendant près de trente ans.
Durant toutes ces années à Ruppin et à Rheinsberg, Frédéric échange une importante correspondance avec sa sœur bien-aimée Wilhelmine de Bayreuth, qui partageait le même attachement à la musique et était elle-même compositrice.
La plupart des compositions de Frédéric datent de la période de Ruppin et Rheinsberg. Malheureusement, une grande partie de la musique composée à Rheinsberg fut la proie des flammes lors du grand incendie de 1740.

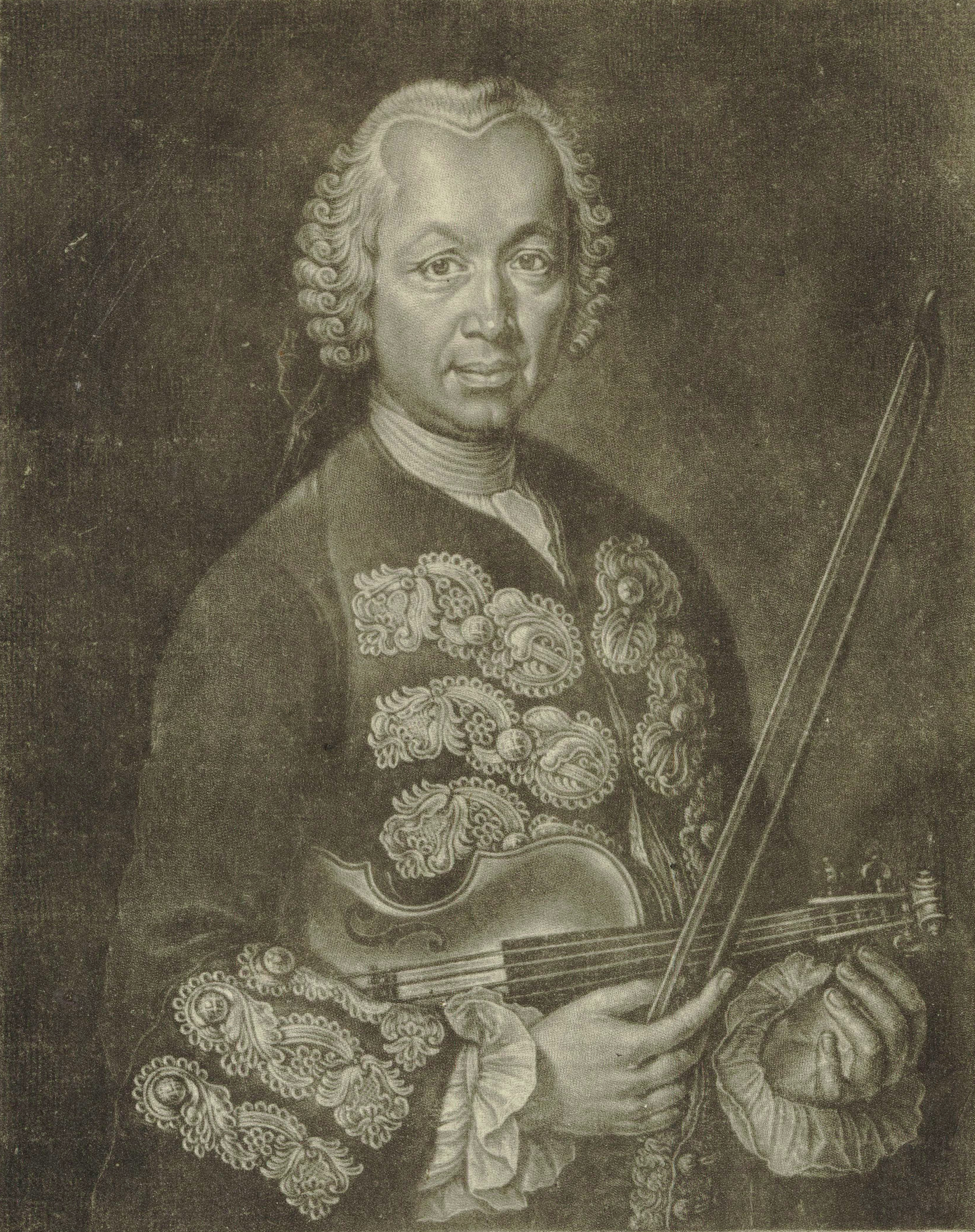
Franz Benda.
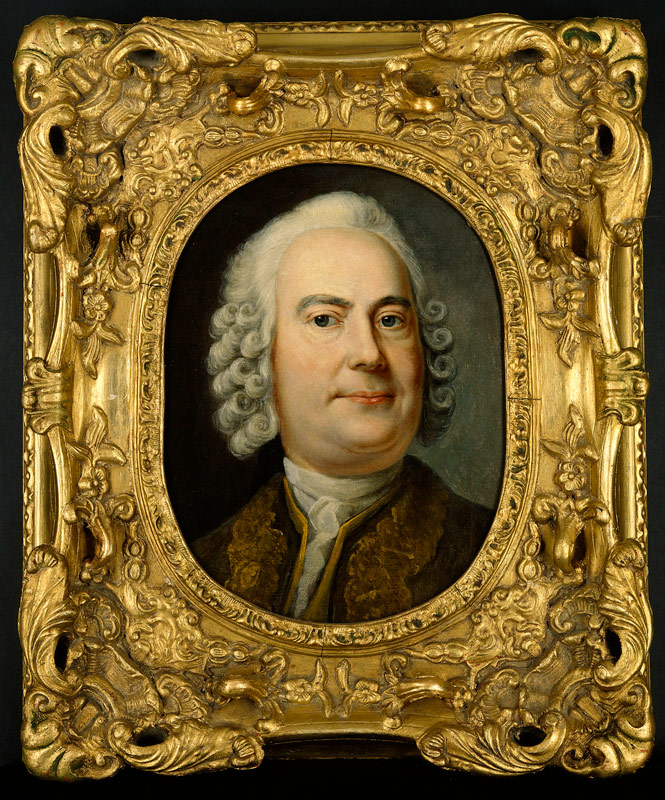
Carl Heinrich Graun.
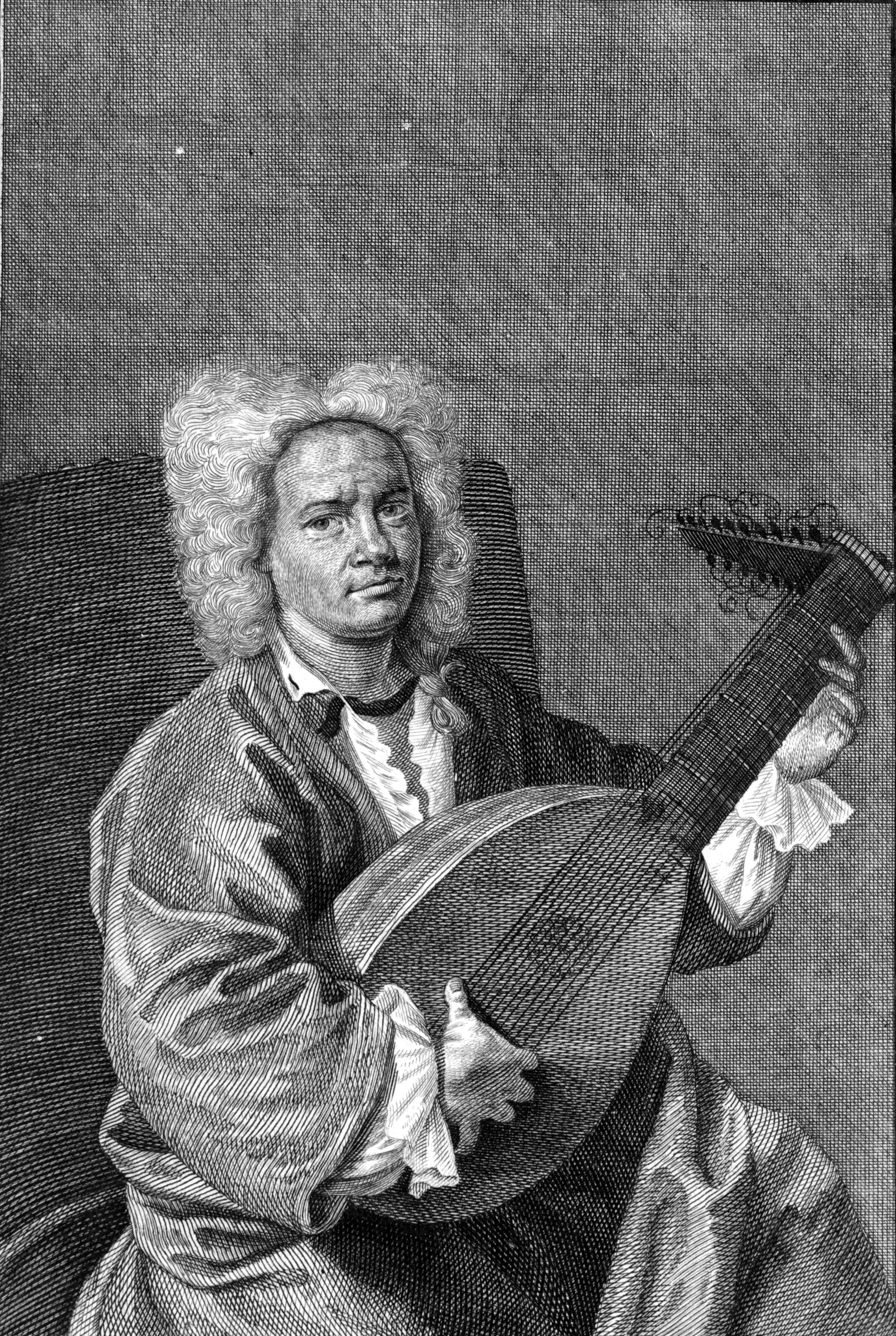
Ernst Gottlieb Baron.
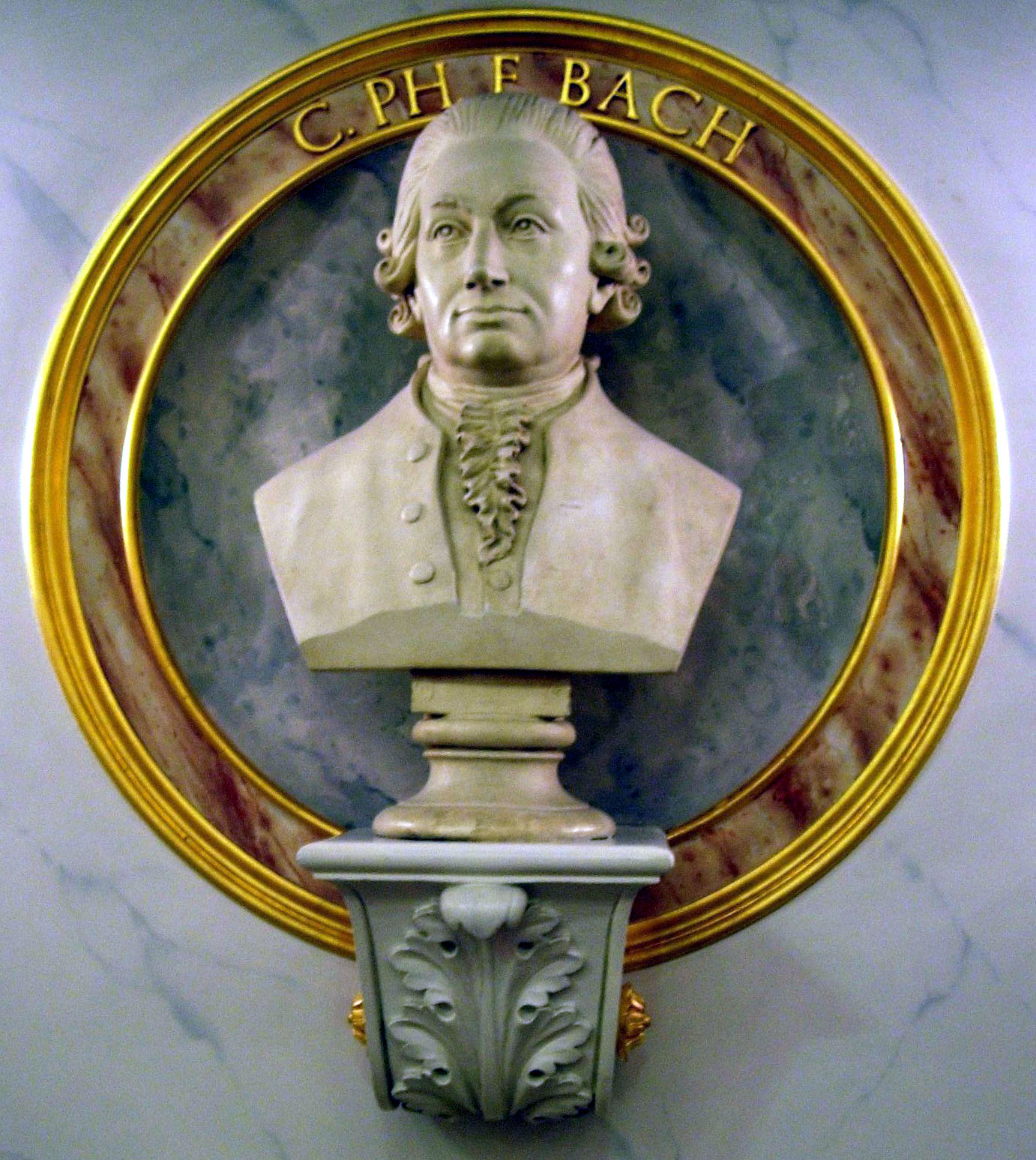
Carl Philipp Emanuel Bach.

### Chapelle royale de Berlin (Potsdam)

#### Début de règne
Le 31 mai 1740, à l'âge de 28 ans, le Kronprinz monte sur le trône de Prusse sous le nom de Frédéric II et transporte sa cour à Potsdam près de Berlin,. Dans l'année, l'orchestre perd Schaffrath, qui passe au service de la princesse Anne-Amélie de Prusse, la plus jeune des sœurs de Frédéric II, probablement parce qu'il n'aimait pas l'idée d'être en concurrence aux claviers avec Carl Philipp Emanuel Bach.
Grand joueur de flûte et compositeur lui-même, le roi s'attache enfin en 1741 les services du grand spécialiste de cet instrument, Johann Joachim Quantz pour agrandir son orchestre et donner ainsi naissance à l'école de Berlin : Quantz reçoit le titre de « compositeur de la cour » et en réfère directement au roi.
L'orchestre est complété en 1742 avec l'arrivée de Georg Anton Benda, le jeune frère de Franz et Johann Georg, et comptera jusqu'à 37 musiciens,,. En 1747, Frédéric commence à résider au palais de Sanssouci.

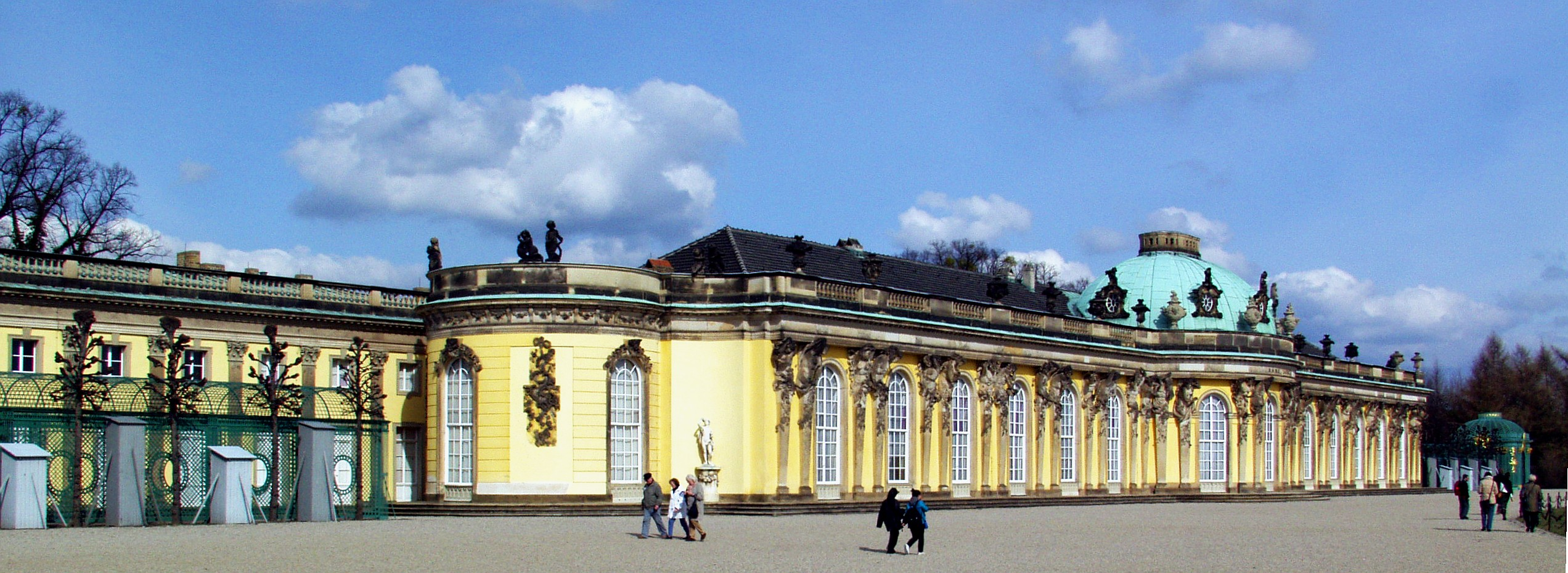
Le palais de Sanssouci à Potsdam.

#### Empfindsamer Stil
À cette époque de transition musicale, Carl Philipp Emanuel Bach et son frère Wilhelm Friedemann Bach confient au musicologue Johann Nikolaus Forkel qu'ils « ont été poussés à adopter un style propre par le désir d'éviter la comparaison avec leur incomparable père ». Carl Philipp Emanuel Bach réussit magistralement à mélanger des éléments stylistiques qu'il avait appris de son père avec les aspects du nouveau style musical pré-romantique appelé Empfindsamer Stil (style sensible) en Allemagne.

#### Dérive conservatrice du roi
Mais, alors que les goûts artistiques de Frédéric étaient plutôt progressistes avant qu'il n'accède au trône, le roi « se révèle par la suite très rigide dans la poursuite de ses idéaux musicaux ». Il cultive un goût ultra-conservateur, ne laissant aucun espace d'épanouissement à des esprits novateurs comme Carl Philipp Emanuel Bach et leur refusant même une véritable reconnaissance.
Face aux goûts musicaux conservateurs du monarque, les compositeurs de la chapelle de la cour qui cherchent une opportunité de développer leur passion pour le goût nouveau la trouvent dans les nombreux cercles musicaux des familles aristocratiques et bourgeoises de Berlin et Potsdam,. De son côté, Carl Philipp Emanuel Bach effectue à cette époque plusieurs tentatives pour trouver un poste en dehors de Berlin : c'est ainsi qu'il postule, en 1753, un poste à Zittau et, en 1755, le poste de cantor de l'école Saint-Thomas de Leipzig. Il est même possible que sa cantate de Pâques Gott hat den Herrn Auferweckt Wq 244 de 1756 ait été composée pour solliciter un tel poste.

#### Impacts et conséquences de la Guerre de Sept Ans
La Guerre de Sept Ans, qui éclate en 1756, stoppe littéralement la vie musicale à Berlin, : l'opéra est fermé, les grands concerts de la cour sont arrêtés et les musiciens doivent accepter un salaire réduit, voire aucun salaire à certains moments,.
Pendant la guerre, beaucoup de musiciens meurent, comme le bassoniste Alexander Lange, le violoniste Böhme, le théorbiste Baron, le kapellmeister Carl Heinrich Graun, le violoniste Koch et le hautboïste Pauly, ou quittent le service de la cour comme Georg Czarth qui quitte Berlin pour rejoindre l'orchestre de la cour de Mannheim en 1757. En 1761, la Hofkapelle comptait 12 postes vacants.
Comme, après la fin de la guerre en 1763, Frédéric continue de perpétuer le style galant et de centrer le répertoire de la cour sur les œuvres de Graun et Hasse, sans montrer aucun intérêt pour des tendances plus progressistes,, Carl Philipp Emanuel Bach se sépare de l'école berlinoise à la mort de son parrain Georg Philipp Telemann en 1767 pour suivre son chemin propre, : il succède à Telemann comme director musices et cantor de l'école Saint-Jean de Hambourg et devient le directeur musical des cinq principales églises protestantes de cette ville,.

## Compositeurs, musiciens et théoriciens

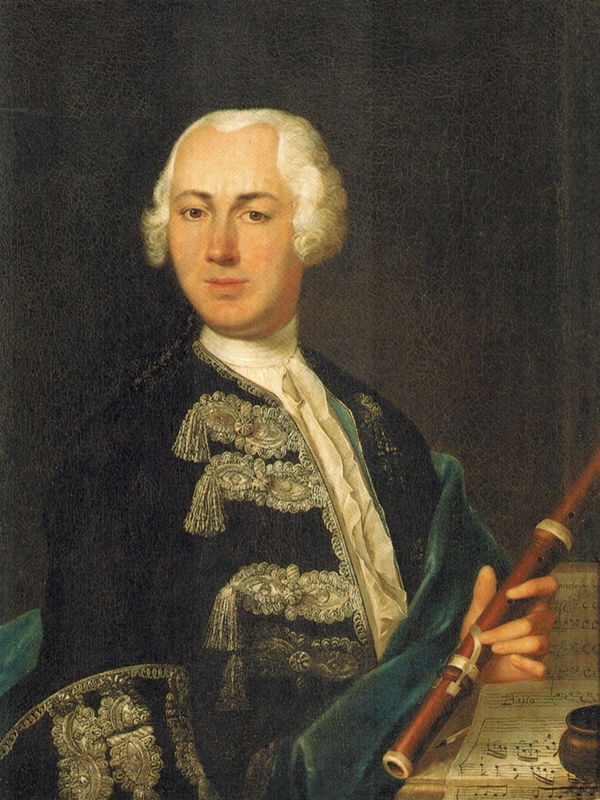
Johann Joachim Quantz.

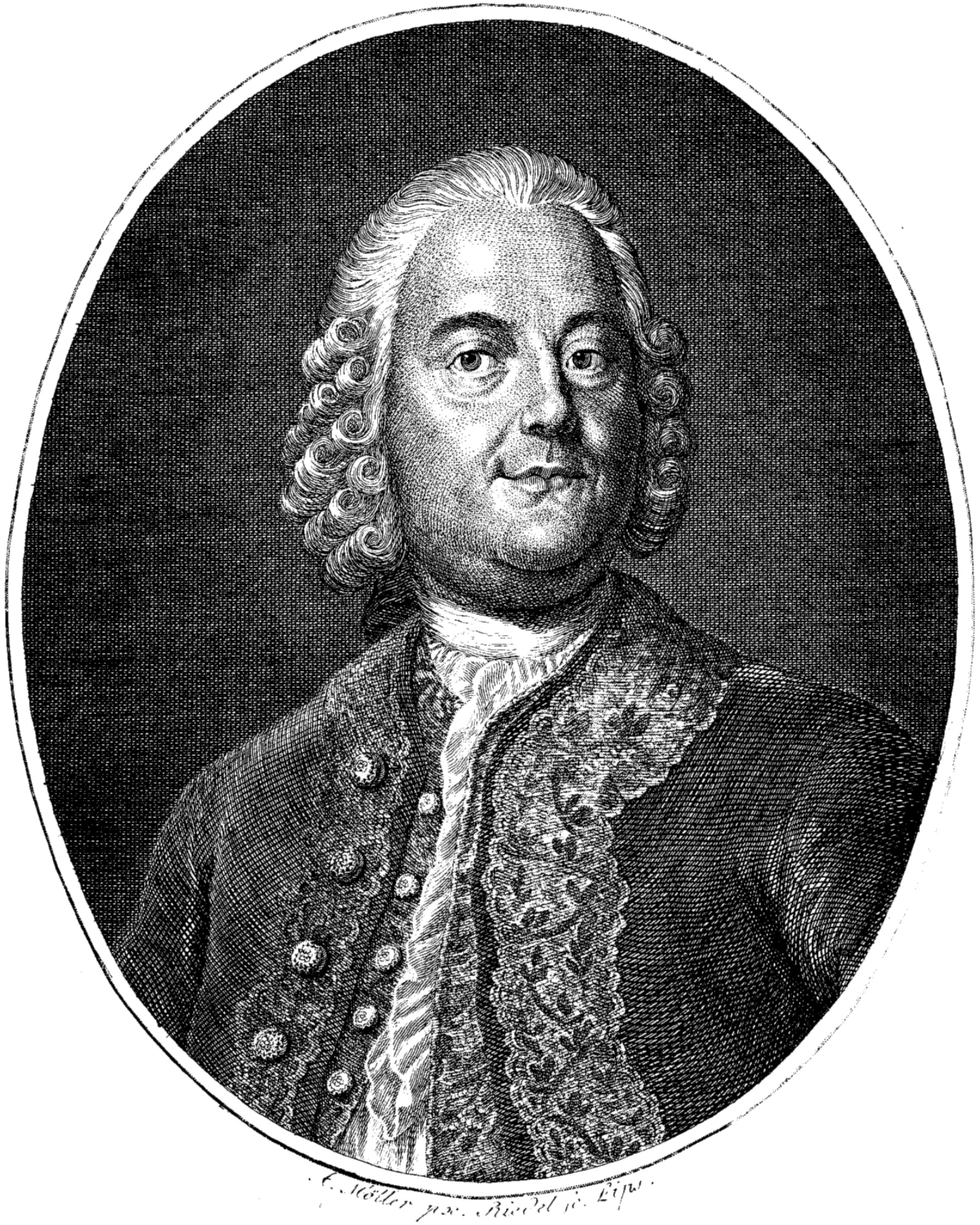
Carl Heinrich Graun.

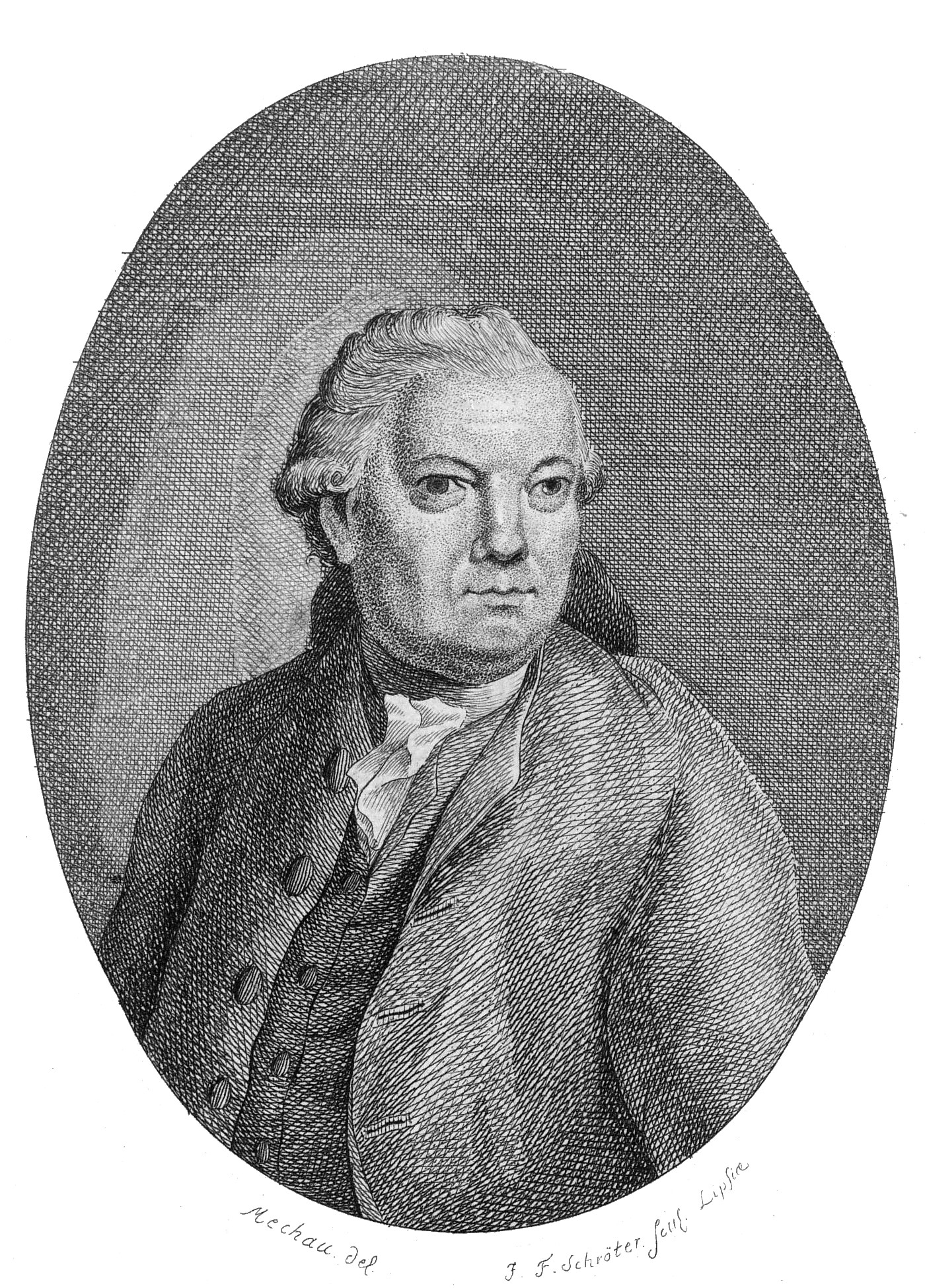
Georg Anton Benda.

La chapelle royale (Königliche Kapelle) de Frédéric II regroupe de nombreux compositeurs, musiciens et théoriciens de la musique allemands,,,,,, sans compter Frédéric lui-même, flûtiste remarquable et compositeur accompli :
- Ernst Gottlieb Baron (1696-1760), luthiste et théorbiste au service de Frédéric de 1737 (Rheinsberg) à sa mort en 1760[12]
- Johann Joachim Quantz (1697-1773), théoricien et flûtiste au service de Frédéric depuis 1741 (Potsdam)[31]
- Johann Gottlieb Graun (1703-1771), violoniste au service de Frédéric de 1732 (Ruppin) à sa mort en 1771[14]
- Carl Heinrich Graun (1704-1759), ténor, maître de chapelle et compositeur d'opera seria[32],[33], au service de Frédéric de 1735 (Ruppin) à sa mort en 1759[14]
- Johann Gottlieb Janitsch (1708-1763), gambiste et contrebassiste[12], au service de Frédéric à partir de 1736 (Ruppin)[22], et son musicien de chambre personnel à partir de 1740[15]
- Christoph Schaffrath (1709-1763), claveciniste, au service de Frédéric de 1736 (Ruppin) à son passage au service de la princesse Anne-Amélie de Prusse en 1740[18]
- Carl Philipp Emanuel Bach (1714-1788), claveciniste au service de Frédéric de 1738 jusqu'à la mort de son parrain Georg Philipp Telemann en 1767[8],[27]
- Ludwig Christian Hesse (1716-1772), violiste, engagé à la chapelle de la cour de Frédéric II en 1741[11]
- Christoph Nichelmann (1717-1762), théoricien[23] et deuxième claveciniste de la cour à partir de 1745[18]
- Friedrich Wilhelm Marpurg (1718-1795), théoricien de la musique[23]
- Johann Friedrich Agricola (1720-1774), organiste, théoricien[23], devenu directeur de l'opéra après la mort de C.H. Graun[34]
- Johann Philipp Kirnberger (1721-1783), théoricien, violoniste de la cour de Berlin à partir de 1751[18]
- Carl Friedrich Christian Fasch (1736-1800), deuxième claveciniste de la cour à partir de 1756[35].

L'orchestre intègre également des musiciens tchèques provenant de Bohême, un pays qualifié de « conservatoire de l'Europe » par le musicologue et voyageur anglais Charles Burney dans ses récits de voyage en 1773,,,,,,, :
- Georg Czarth (Jiří Čart ; né en 1708 et mort après 1780), violoniste, flûtiste et compositeur, au service de Frédéric de 1733 (Ruppin) à son départ pour Mannheim en 1757[12]
- Franz Benda (František Benda ; 1709-1786), violoniste au service de Frédéric de 1733 (Ruppin) à sa mort en 1786, konzertmeister (premier violon) à partir de 1740[44],[14],[45]
- Johann Georg Benda (Jan Jiří Benda ; 1713-1752), violoniste[46], au service de Frédéric de 1734 (Ruppin) à sa mort en 1752[14]
- Georg Anton Benda (Jiří Antonín Benda ; 1722-1795), second violoniste de la chapelle royale de Berlin de 1742 à 1750, jusqu'à son départ pour la cour du duc Frédéric III de Saxe-Gotha[1],[20],[21],[45].

## Le roi musicien et son professeur de flûte
Comme il a été dit plus haut, le roi Frédéric II était lui-même un flûtiste et un compositeur auquel on doit des symphonies et des concertos et sonates pour flûte. Il composa, au cours de sa vie, plus de 120 œuvres pour cet instrument.
Son professeur de flûte était son musicien de chambre et compositeur de cour Johann Joachim Quantz qui lui donnait des leçons à Dresde depuis 1728 et qu'il avait fait venir à Berlin en 1741,,.
Quantz, qui avait été l'élève du flutiste français Pierre-Gabriel Buffardin, écrivit pour le roi environ trois cents concertos et deux cents partitions de musique de chambre pour flûte,,.
Le roi organisait régulièrement des concerts afin de pratiquer la flûte, accompagné de Carl Philipp Emanuel Bach au clavecin et de Ludwig Christian Hesse à la viole de gambe mais Quantz était le seul autorisé à féliciter le monarque à haute voix de ses prouesses musicales, et il percevait un salaire de 2.000 thalers, considérablement plus élevé que celui de Carl Philipp Emanuel Bach, qui ne percevait que 300 thalers par an, soit moins encore que ses anciens élèves Nichelmann et Agricola qui étaient payés le double.

## Genres musicaux

### Genre instrumental

#### Symphonies, concertos et sonates
Le genre instrumental est représenté à Berlin par de nombreux sous-genres :
- les symphonies (Carl Philipp Emanuel Bach et Frédéric II : symphonie Il Rè pastore) ;
- les concertos et sonates pour clavier (Carl Philipp Emanuel Bach, Carl Friedrich Christian Fasch, Johann Philipp Kirnberger, Carl Heinrich Graun et Georg Benda) ;
- les concertos et sonates pour violon (Johann Gottlieb Graun et Franz Benda) ;
- les concertos et sonates pour flûte (Johann Joachim Quantz, Frédéric II, Carl Philipp Emanuel Bach et Franz Benda) ;
- les concertos pour hautbois (Carl Philipp Emanuel Bach).

#### Berlin, dernier bastion de la viole de gambe
En dehors de Karl Friedrich Abel, l'école de Berlin fut le dernier bastion de la viole de gambe avec pas moins de 47 œuvres pour cet instrument produites par sept compositeurs : Johann Gottlieb Graun, Carl Heinrich Graun, Johann Gottlieb Janitsch, Franz Benda, Christoph Schaffrath, Carl Philipp Emanuel Bach et Ludwig Christian Hesse. Le Konzertmeister de la chapelle de la cour, Johann Gottlieb Graun, a laissé 22 œuvres pour et avec viole de gambe.
En 1767, Johann Adam Hiller note que Ludwig Christian Hesse est « incontestablement le plus grand joueur de viole de gambe de l'Europe » à son époque. Hesse est issu d'une famille de musiciens : son père Ernst Christian Hesse était déjà au début du siècle un gambiste virtuose internationalement reconnu. Ludwig Christian Hesse est engagé à la chapelle de la cour de Frédéric II en 1741 puis il passe en 1766 à la chapelle privée du prince héritier Frédéric-Guillaume II à qui il donne aussi des cours de viole.
Frédéric-Guillaume II, grand mélomane, est principalement intéressé par la viole de gambe qu'il apprend dès l'âge de 13 ans. Il entretient une correspondance avec le gambiste virtuose Jean-Baptiste Forqueray, qui lui fait envoyer des œuvres pour viole de compositeurs français. Presque tous les virtuoses importants de la viole de gambe de la fin du XVIIIe siècle, parmi lesquels Karl Friedrich Abel, Franz Xaver Hammer et Josef Fiala, viennent se produire à la cour de Berlin sous son règne.

### Genre vocal

#### Opéra
Dans le domaine lyrique, Carl Heinrich Graun a composé 33 opéras, dont certains sur des livrets du roi.

#### Musique religieuse
La musique religieuse, bien que rare à Berlin, y est cependant représentée par Der Tod Jesu, un oratorio composé en 1755 par Carl Heinrich Graun sur un texte de Karl Wilhelm Ramler, ainsi que par la cantate de Pâques (osterkantate) Gott hat den Herrn Auferweckt composée par Carl Philipp Emanuel Bach en 1756.

#### Lied

##### La première école de Lieder de Berlin
À notre époque, le genre musical du lied avec piano est considéré comme un genre romantique par excellence. Les lieder de Mozart et de Joseph Haydn sont tout au plus considérés comme leurs précurseurs, donnant ainsi l'impression que le XVIIIe siècle a été un siècle sans lieder. Mais il en va tout autrement. Les premiers lieder (chansons sur des textes poétiques) apparaissent dès le XVIIe siècle avec Heinrich Albert, Andreas Hammerschmidt et Adam Krieger et le goût pour ce genre musical se répand au début du XVIIIe siècle en Allemagne, surtout dans les régions protestantes du nord et du centre.
Le genre était bien représenté à Berlin, où Carl Philipp Emanuel Bach, Christoph Nichelman, Johann Friedrich Agricola, Johann Philipp Kirnberger et Christian Gottfried Krause s'illustrèrent au sein de ce que l'on appelle en allemand la Erste Berliner Liederschule,,. Les compositeurs de la première école de Lieder de Berlin privilégiaient une mélodie simple et naturelle (sangbar) et un style populaire (volkstümlich),.
En 1753 paraît le recueil fondateur du lied à Berlin, Oden Mit Melodien, avec des pages d'Agricola, Benda, Telemann, Nichelman, Krause, Quantz, Graun et Carl Philipp Emanuel Bach. En 1756, le théoricien Friedrich Wilhelm Marpurg publie ses Neue Lieder zum singen beym Claviere (avec à nouveau Carl Philipp Emanuel Bach), et on retrouve Bach la même année aux côtés de Marpurg, Agricola et Nichelmann dans les Berlinische Oden und Lieder.
Lorsque le poète Christian Fürchtegott Gellert, l'une des figures de proue de l'Aufklärung (période des Lumières en Allemagne), fait imprimer en 1757, en pleine Guerre de Sept Ans, un recueil d'odes spirituelles, le second fils de Bach reconnaît immédiatement le potentiel que recèlent ces poèmes : il publie en 1758 son recueil Herrn Professor Gellerts Geistliche Oden und Lieder mit Melodien  qui contient 54 arrangements de poèmes sacrés de Gellert. Ce recueil, qui représente l'une des premières tentatives sérieuses par un compositeur de lieder de s'engager avec un poète spécifique, annonçant les volumes Schubert-Goethe, Schumann-Heine et Wolfe-Möricke du siècle suivant, sera réédité cinq fois jusqu'en 1784, exercera une influence sur les Gellert Lieder de Beethoven et nombre des lieder spirituels de Bach seront repris dans des livres de chant jusqu'à la fin du 19e.

##### La seconde école de Lieder de Berlin
Une seconde école de Lieder de Berlin regroupera plus tard les musiciens Johann Abraham Peter Schulz (1747-1800), élève de Kirnberger, Johann Friedrich Reichardt (1752-1814), beau-fils de Franz Benda, et Carl Friedrich Zelter (1758-1832), élève de Fasch,,,.
Contrairement aux compositeurs de la première école de Lieder de Berlin, partisans d'un style populaire (volkstümlich), ceux de la deuxième école optent pour une poésie plus élaborée, en particulier celle de Goethe,.

## Théorie musicale
Enfin, l'école de Berlin est riche en théoriciens de la musique : Carl Philipp Emanuel Bach, Nichelmann, Kirnberger, Agricola et Marpurg, tous élèves directs ou indirects de Jean-Sébastien Bach,,.

## Enregistrements
Pour illustrer l'école préclassique de Berlin, on retiendra les enregistrements suivants :

### Symphonies
- Friedrich II : Die Sinfonien, symphonies de Frédéric II, par l'Ensemble Sans Souci Berlin
- Symphonies Wq 178, 174, 175, 178, 180 de Carl Philipp Emanuel Bach, par Les Amis de Philippe, dir. Ludger Rémy
- Christoph Schaffrath, symphonie, ouvertures et concertos de Christoph Schaffrath, par le Händelfestspielorchester des Opernhauses Halle, dir. Howard Arman

### Concertos et sonates
- Musik am Berliner Hof - Music at the Berlin Court, œuvres de Christoph Nichelmann, Johann Philipp Kirnberger, Johann Joachim Quantz, Christoph Schaffrath et C.P.E. Bachpar l'Akademie für Alte Musik Berlin
- Friedrich der Grosse - Music for the Berlin Court - À la cour de Frédéric le Grand, œuvres de Johann Gottlieb Graun, Christoph Nichelmann, Frédéric II de Prusse et Carl Philipp Emanuel Bach par l'Akademie für Alte Musik Berlin
- Music From Sanssouci, par l'ensemble Berliner Barock-Compagney
- Des Königs Flötenmeister, concertos pour flûte de Johann Joachim Quantz, par l'ensemble Les Buffardins
- Friedrich II : Die Flötenkonzerten, concertos pour flûte du roi de Prusse Frédéric II, par l'Ensemble Sans Souci Berlin
- Flötenmusik am Hofe Friedrich II. von Preußen par le Kammerorchester Berlin et la Staatskapelle Weimar
- Flötenmusik aus Sanssouci par Elisabeth Weinzierl, Edmund Wächter et Eva Schieferstein
- 2 concertos pour hautbois, sonate pour hautbois et basse continue de Carl Philipp Emanuel Bach, par Ku Ebbinge et The Amsterdam Baroque Orchestra, dir. Ton Koopman
- 3 Flute Concertos de Carl Philipp Emanuel Bach, par Konrad Hünteler et The Amsterdam Baroque Orchestra, dir. Ton Koopman
- 2 Flute Concertos, Concerto for two harpsichords de Carl Philipp Emanuel Bach, par Konrad Hünteler, Tini Mathot et The Amsterdam Baroque Orchestra, dir. Ton Koopman
- Intégrale des concertos pour clavecin, piano à tangentes et piano-forte de Carl Philipp Emanuel Bach, par Miklós Spányi et le Concerto Armonico
- Harpsichord Concertos de Georg Anton Benda, par La Stagione Frankfurt avec la claveciniste Sabine Bauer
- Franz & Georg Anton Benda : concerti, de Franz Benda et Georg Anton Benda, par l'ensemble Il Gardellino
- Flute Music at the Berlin Court, œuvres de Benda, Quantz, Kirnberger, Carl Philipp Emanuel Bach, Johann Gottlieb Graun, par l'ensemble Les Buffardins
- Sonatas for Flute de Johann Philipp Kirnberger, par l'ensemble Les Buffardins
- Berliner Quartette de Johann Gottlieb Janitsch, par l'ensemble Il Gardellino
- Graun Concerti de Johann Gottlieb Graun et Carl Heinrich Graun, par l'ensemble Il Gardellino et Marcel Ponseele
- Concertos de Johann Gottlieb Graun, par la Wiener Akademie, dir. Martin Haselböck
- Preußischer Barock, œuvres de Frédéric II, Johann Joachim Quantz, Carl Heinrich Graun, Christoph Schaffrath et Carl Philipp Emanuel Bach, par le Barockensemble Concerto Brandenburg
- Cembalokonzerte - Harpsichord Concertos de Johann Philipp Kirnberger, Johann Gottfried Müthel et Christoph Nichelmann par Christine Schornsheim et le Berliner Barock-Compagney

### Viole de gambe
- Solo a Viola di gamba col Basso, musique de viole de gambe de Carl Philipp Emanuel Bach, par Friederike Heumann
- Feuer und Bravour, musique de viole de gambe de Ludwig Christian Hesse, Christoph Schaffrath et Johann Gottlieb Graun, par l'ensemble Musicke & Mirth

### Lied
- Gellert Oden de Carl Philipp Emanuel Bach, par Dorothee Mields (soprano) et Ludger Rémy (clavecin)
- Geistliche und Weltliche Lieder - Sacred and Secular Songs de Carl Philipp Emanuel Bach et Johann Christoph Friedrich Bach, par Gotthold Schwarz (baryton-basse) et Sabine Bauer (piano-forte)

### Musique religieuse
- Osterkantate Wq 244 de Carl Philipp Emanuel Bach, par la Rheinische Kantorei et Das Kleine Konzert, dir. Hermann Max
- Te Deum de Carl Heinrich Graun, par L'Arpa Festante et les Basler Madrigalisten, dir. Fritz Näf
- Große Passion de Carl Heinrich Graun, par la Rheinische Kantorei et Das Kleine Konzert, dir. Hermann Max
- Christmas Oratorio de Carl Heinrich Graun, par la Rheinische Kantorei et Das Kleine Konzert, dir. Hermann Max
- Osteroratorium de Carl Heinrich Graun, par la Kölner Akademie, dir. Michael Alexander Willens